# Abd al-Aziz (Marokko)

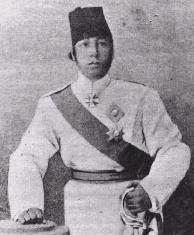
Abd al-Aziz

Abd al-Aziz (arabisch عبد العزيز بن الحسن, DMG ʿAbd al-ʿAzīz b. al-Ḥasan, auch Mulai Abd al-Aziz; * um 1880; † 10. Juni 1943 in Tanger, Marokko) war Sultan der Alawiden in Marokko von 1894 bis 1908.
Als Sohn des Alawidensultans Mulai al-Hassan I. (1873–1894) bestieg Abd al-Aziz mit 14 Jahren den Thron. Wegen seiner Minderjährigkeit führte zunächst Ba Ahmad, der Kammerherr seines Vaters war, die Regentschaft. Dieser festigte die Kontrolle über die Stämme des Landes und schlug mehrere Revolten nieder. Außerdem widersetzte er sich dem Druck der Europäer betreffs eines Ausbaus der Infrastruktur, der eine wirtschaftliche Durchdringung des Landes durch die europäischen Mächte erheblich erleichtert hätte.
Nach dem Tod von Ba Ahmad († 13. Mai 1900) übernahm Abd al-Aziz persönlich die Regierung. Als Bewunderer der Europäer öffnete er das Land deren Einfluss. Er versuchte Reformen in der Verwaltung und im Steuersystem durchzusetzen. Durch seine Missachtung alter Traditionen griff er aber in alte Rechte verschiedener Bevölkerungsgruppen ein, was mehrere Revolten provozierte. Bis 1907 war er in den Augen der Bevölkerung zum Verfechter französischer Interessen geworden. Außerdem wurde der Finanzhaushalt Marokkos, der bisher leidlich geordnet war, völlig zerrüttet. Dies zwang Abd al-Aziz zur Aufnahme französischer Anleihen, wie beispielsweise der Obligation Gouvernement Imperial du Maroc was den Einfluss der französischen Regierung erheblich stärkte.
Die Unabhängigkeit Marokkos wurde auch dadurch bedroht, dass Frankreich und Großbritannien 1904 ihre Interessenkonflikte in Marokko und Ägypten klärten und Frankreich nun freie Hand in Marokko bekam. Diesem wachsenden französischen Einfluss versuchte der deutsche Kaiser Wilhelm II. durch seinen Besuch in Tanger entgegenzuwirken. Die dadurch ausgelöste 1. Marokkokrise (1905–1906) führte zunächst zur Bestätigung der marokkanischen Unabhängigkeit.
Abd al-Aziz ging um 1902 auch ein Bündnis mit dem sahrauischen Beduinenführer Mā al-ʿAinin (1830–1910) ein, dem er Geld und 600 Mann zur Verfügung stellte. Auf französischen Druck beendete er das Bündnis mit dem Lokalfürsten von Smara aber 1907.
Im August 1907 erhob sich – im Zuge der zunehmenden Unruhen und Revolten im Land – Mulai Abd al-Hafiz in Marrakesch und zwang 1908 seinen Halbbruder Abd al-Aziz zur Abdankung. Abd al-Aziz zog sich unter dem Schutz europäischer Diplomaten nach Tanger zurück, wo er bis zu seinem Tod 1943 lebte.
Siehe auch: Liste der Herrscher Marokkos